# Wackelstein von Combronde

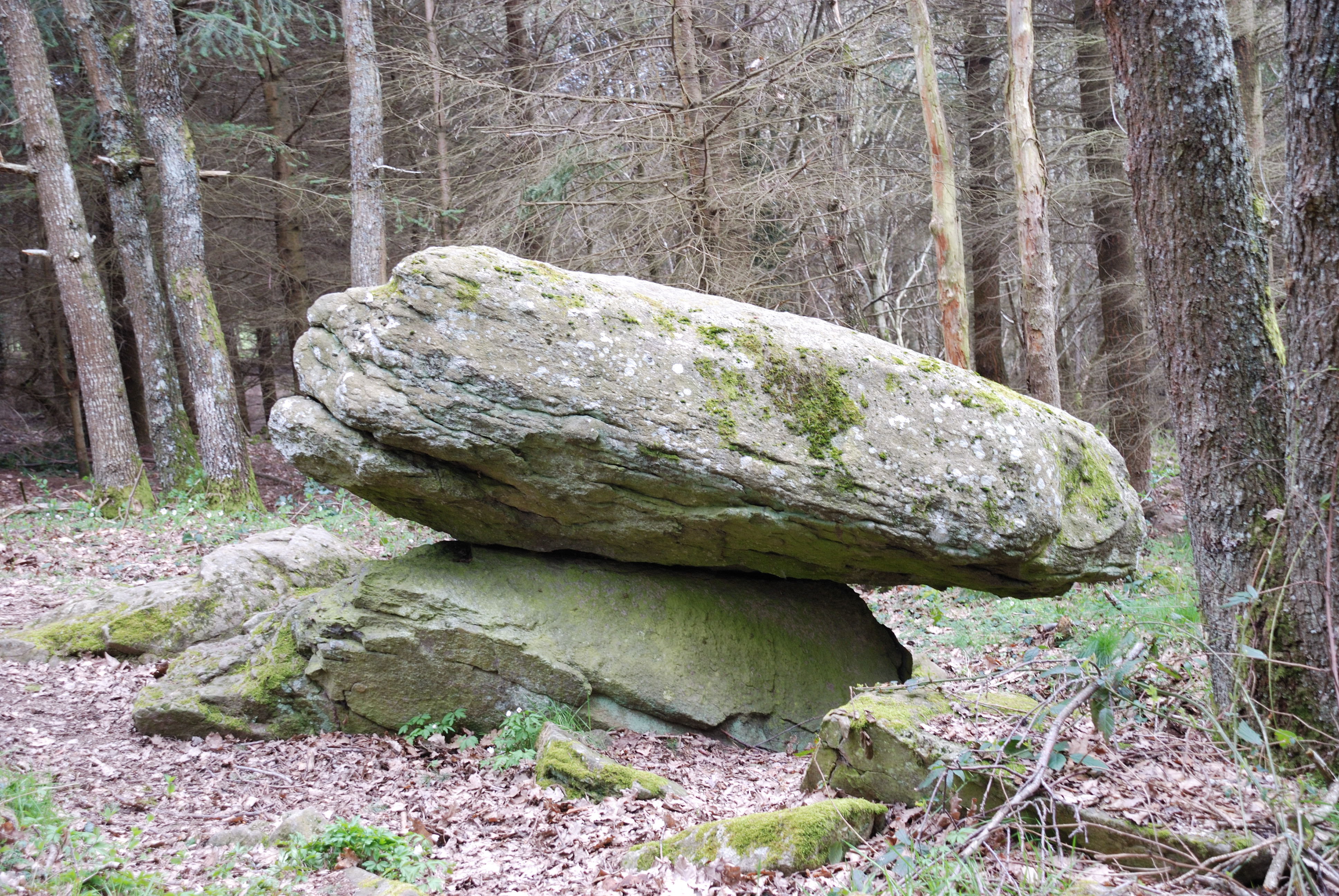
Wackelstein von Combronde

Der Wackelstein von Combronde (auch Roche Romaine oder Coeur Balant genannt) liegt auf einer kleinen Lichtung nördlich des Weilers „Les Ballages“ in der Gemeinde Combronde im Département Puy-de-Dôme in Frankreich. Der Wackelstein (französisch Pierre branlante, auch pierre tournante, pierre tournoise, pierre tournisse, pierre tremblante oder pierre-qui-vire genannt) ist einer von über 30 Wackelsteinen in Frankreich.
Mit einer Länge von 2,7 m und einer Breite von 2,0 m sieht der herzförmige Stein wie ein Pilz aus, der sich durch einen Impuls auf seiner Granitunterlage bewegen lässt. 
Eine Legende besagt, dass jedes Paar, das diesen Stein bewegt, im selben Jahr heiraten wird.